# Nubra-Pfeifhase
Der Nubra-Pfeifhase (Ochotona nubrica) ist eine Säugetierart aus der Familie der Pfeifhasen innerhalb der Hasenartigen. Ihr Verbreitungsgebiet ist auf das Hochland von Tibet sowie das indische Unionsterritorium Ladakh beschränkt.

## Merkmale
Der Nubra-Pfeifhase ist ein mittelgroßer Pfeifhase mit einer Körperlänge um 14 bis 18,4 Zentimetern. Er ähnelt in seiner sandbraunen Färbung sowohl Ochotona roylei und Ochotona thibetana wie auch anderen verwandten Arten und ist nur sicher aufgrund von Schädelmerkmalen von diesen zu unterscheiden. Im Vergleich zu Ochotona thibetana ist er etwas heller gefärbt, wobei die Tiere aus der Region Kaschmir die hellste Färbung aufweisen.

## Verbreitung

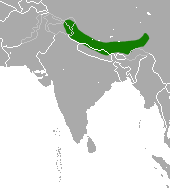
Verbreitungsgebiet von Ochotona nubrica

Das Verbreitungsgebiet des Nubra-Pfeifhasen liegt im Bereich des Himalaya. Die Art lebt im Hochland von Tibet in der Provinz Xizang (Autonomes Gebiet Tibet), im nördlichen Nepal sowie im indischen Ladakh. Er kommt in Höhen von 3000 bis 4500 Metern vor.

## Lebensweise
Der Lebensraum des Nubra-Pfeifhasen ist geprägt vom Gebüschland der Wüstenregion und der Steppe des Hochgebirges. Über die Lebensweise dieses Pfeifhasen liegen nur wenige Informationen vor. Er lebt ähnlich wie andere Pfeifhasen Chinas und ernährt sich generalistisch von Pflanzen. Die Tiere legen wahrscheinlich Wohnbauten im Erdboden an. Er ist territorial und bildet Familiengruppen.

## Systematik
Der Nubra-Pfeifhase wurde als eigenständige Art den Pfeifhasen (Gattung Ochotona) und der Untergattung Ochotona zugeordnet. Mit der Nominatform Ochotona nubrica nubrica und Ochotona nubrica lhasaensis sind zwei Unterarten beschrieben.
Die wissenschaftliche Erstbeschreibung erfolgte durch den Zoologen Oldfield Thomas im Jahr 1922. Der Pfeifhase galt zeitweise als Unterart von Ochotona pusilla, Ochotona roylei und Ochotona thibetana, wurde jedoch 1990 vom Smith et al. und 1992 durch Yu and Zheng aufgrund morphologischer Daten als eigene Art beschrieben. Als nächste Verwandte gelten je nach Quelle Ochotona thibetana oder Ochotona curzoniae.

## Gefährdung und Schutz
Die Art wird von der International Union for Conservation of Nature and Natural Resources (IUCN) aufgrund ihres sehr großen Verbreitungsgebietes und der vergleichsweise großen Population als nicht gefährdet (least concern) eingestuft. Ein Rückgang der Populationen ist nicht bekannt.

## Belege
1. 1 2 3 4 5  Ochotona nubrica in der Roten Liste gefährdeter Arten der IUCN 2011. Eingestellt von: A. T. Smith, A.F. Boyer, 2008. Abgerufen am 14. Juli 2012.
2. ↑  Joseph A. Chapman, John E. C. Flux (Hrsg.): Rabbits, Hares and Pikas. Status Survey and Conservation Action Plan. (PDF; 11,3 MB) International Union for Conservation of Nature and Natural Resources (IUCN), Gland 1990; S. 40–41. ISBN 2-8317-0019-1.
3. 1 2  Don E. Wilson & DeeAnn M. Reeder (Hrsg.): Ochotona nubrica (Memento des Originals vom 25. März 2016 im Internet Archive)  Info: Der Archivlink wurde automatisch eingesetzt und noch nicht geprüft. Bitte prüfe Original- und Archivlink gemäß Anleitung und entferne dann diesen Hinweis. in Mammal Species of the World. A Taxonomic and Geographic Reference (3rd ed).